# Hypena crassalis
Hypena crassalis — вид лускокрилих комах з родини еребід (Erebidae).

## Поширення
Вид поширений по всій Європі, за винятком крайнього півдня та півночі, на схід до Вірменії та півдня Росії.

## Опис
Розмах крил становить 25-30 мм. Довжина передніх крил 14–16 мм. Переднє крило з базальними двома третинами темно-шоколадно-коричневого кольору, обмежене блідою зовнішньою лінією, яка є похилою та увігнутою назовні до жилки 5, там під сильним кутом і звивистою всередину до внутрішнього краю за серединою, стикаючись із жилкою 1 похилою лінією від основи крила; ділянка під ним бліда з яскраво-коричневим напиленням у самців, крейдяно-біла зі слабкою зміною кольору у самиць; кінцева область сіра у самця, біла у самиць; субтермінальна лінія, утворена з переривчастих рудих лунул з білим кінчиком у самця, яким передує коричневий наліт; у самиці лише ряд темних плям. Заднє крило темно-бурувато-мускусне з рум'яним відтінком у самця, сірувато-біле або блідо-мускусне у самиць; ab.terricularis Hbn. це майже чорна форма самця з кількома кінцевими білими мітками.

## Спосіб життя
Міль літає в одному поколінні з середини травня до серпня. Личинка зелена з темними лініями. Годується на чорниці. Зимує на стадії лялечки, іноді личинки.